# Heptathrips tonnoiri
Heptathrips tonnoiri är en insektsart som beskrevs av Dudley Moulton 1942. Heptathrips tonnoiri ingår i släktet Heptathrips och familjen rörtripsar. Inga underarter finns listade i Catalogue of Life.